# Luís Adolfo Pinheiro
Luís Adolfo Pinheiro (Prados, 1940 — Brasília, 28 de fevereiro de 2006) foi um jornalista e escritor brasileiro.

## Biografia
Fez seus primeiros estudos no Colégio Anchieta, de padres jesuítas, em Nova Friburgo (Rio de Janeiro). Começou no jornalismo como repórter do  em 1962, de uma geração de jovens profissionais, como Moacir Japiassu, José Maria Mayrink, Carmo Chagas, entre outros. Trabalhou nos seguintes jornais: Correio de Minas, Estado de Minas, A Notícia, Jornal do Brasil, Correio Braziliense, Veja e O Globo. No Rio, foi de O Jornal e do Departamento de Pesquisa do , quando ganhou o prêmio de reportagem do IV Centenário do Rio, com o pseudônimo de Flávio de Sá. Em 1968, mudou-se para São Paulo para compor o primeiro time da revista Veja, pela qual mudou-se para Brasília em 1970.
Na capital federal, comandou a sucursal de Veja e de O Globo. Foi superintendente da EBN (que se tornou Radiobrás), redator, colunista e editorialista do Jornal de Brasília e do Correio Braziliense, onde criou o caderno Mulher e do qual foi também diretor de Redação. Foi também editor da revista Rádio & TV, da Abert e fundador da revista Poder, voltada para a política em Brasília, e vice-presidente da Federação Nacional de Jornalistas de 1996 até 1968.
Foi vencedor de vários prêmios jornalísticos, entre eles o do IV Centenário do Rio de Janeiro, outorgado pelo Jornal do Brasil (1965) e o Prêmio Esso Regional Centro-Oeste (1993), pelo Correio Braziliense.
Publicou ainda livros sobre a história política do País, como A Consciência Nacionalista; A Política Demográfica Brasileira; A Queda de Jango; A República dos Golpes; 3 X 30 - Bastidores da Imprensa; e JK, Jânio e Jango, os Três Jotas que Abalaram o Brasil. São dele também as ficções Tocata & Fuga e Joel, um Justiceiro e preparava o lançamento de JK, Procura-se um Outro, em que narra a trajetória política de Juscelino Kubitschek.
Seu último cargo foi de assessor-chefe da Assessoria de Comunicação Social do Superior Tribunal de Justiça (STJ), convidado pelo presidente Edson Vidigal, cargo que assumiu em 5 de abril de 2004. Pinheiro faleceu na manhã da terça-feira 28 de fevereiro de 2006 vítima de um ataque cardíaco fulminante.